# Beatriz Argimón
Beatriz Argimón (sinh ngày 14 tháng 8 năm 1961) là một công chứng viên và chính trị gia người Uruguay của Quốc gia (PN) và là phó tỉnh của Tỉnh Montevideo.
Là một công chứng viên chuyên nghiệp, Argimón cũng nghiên cứu về quyền con người, luật gia đình và luật vị thành niên.
Bà là thành viên và giám đốc của Tổng cục danh dự của Đảng Quốc gia từ năm 2009.

## Sự nghiệp chính trị
Beatriz Argimón bắt đầu sự nghiệp chiến binh vào năm 1977 ở tuổi 16, và sau 30 năm, bà đã giữ các chức vụ như ủy viên hội đồng và phó của Cộng hòa. Argimón là người ủng hộ quyền của phụ nữ trong Phòng đại diện và cùng với các đại diện khác đã làm việc để bảo vệ quyền của phụ nữ đang gặp khó khăn. Bà là một trong những người sáng lập "Mạng lưới phụ nữ chính trị" và "Caucus Women Caucus" của quốc hội Uruguay.
Trong nhiệm kỳ tổng thống của người theo chủ nghĩa dân tộc Luis Alberto Lacalle, bà là giám đốc của Viện vị thành niên quốc gia (INAME), hiện là Institute of Children and Adolescents of Uruguay. Cùng với Julia Pou, Argimón thành lập nhóm Acción Comunitaria (Reconstrucción Blanca) và được bầu làm phó cho nhiệm kỳ 2000-2005. Sau đó, Argimón gia nhập Wilsonist Current, trở lại để được bầu làm phó cho nhiệm kỳ 2005. Bà trở thành người phụ nữ đầu tiên được tái đắc cử liên tiếp trong lịch sử Đảng Quốc gia.
Trong quá trình năm 2007, Argimón tuyên bố mình độc lập trong PN. Trong Uruguayan internal election, 2009  Argimón đã trình bày danh sách của riêng mình (2018), trong đó hỗ trợ cho việc ứng cử của ông Jorge Larrañaga.

Năm 2014, bà ủng hộ ứng cử của Tiến sĩ Luis Lacalle Pou cho Chủ tịch nước Cộng hòa, từng là một trong những người thay thế ông tại Thượng viện. Argimón hiện là Bí thư Hội đồng quản trị của Đảng Quốc gia cho danh sách ngành 404. 
1. 1 2  "Beatriz Argimón". LaRed21 (bằng tiếng Tây Ban Nha). ngày 15 tháng 5 năm 2011. Truy cập ngày 17 tháng 1 năm 2018.
2. ↑  "Una historia distinta de la Bancada Bicameral Femenina" [A Varied History of the Women's Bicameral Caucus]. La República (bằng tiếng Tây Ban Nha). ngày 7 tháng 4 năm 2014. Truy cập ngày 17 tháng 1 năm 2018.
3. ↑  "Que nadie se escape" [Let No One Escape]. La Diaria (bằng tiếng Tây Ban Nha). ngày 4 tháng 8 năm 2015. Truy cập ngày 17 tháng 1 năm 2018.
4. ↑  "González: 'El tema del alejamiento de Proyecto XXI de Alianza Nacional fue el de los ministerios y los cargos'" [González: 'The Issue of the Removal of Project XXI From the National Alliance Was That of the Ministries and the Charges']. LaRed21 (bằng tiếng Tây Ban Nha). ngày 10 tháng 5 năm 2000. Truy cập ngày 17 tháng 1 năm 2018.
5. 1 2  "Argimón se aleja de Correntada Wilsonista" [Argimón Moves Away From Wilsonist Current] (bằng tiếng Tây Ban Nha). El Espectador. ngày 3 tháng 12 năm 2007. Truy cập ngày 17 tháng 1 năm 2018.
6. ↑  Álvarez, Cecilia (ngày 8 tháng 7 năm 2011). "Sin que me echen" [Without Being Thrown Out]. La Diaria (bằng tiếng Tây Ban Nha). Truy cập ngày 17 tháng 1 năm 2018.
7. ↑  "Lista de consenso al Directorio blanco" [Consensus List for the White Directorate]. El País (bằng tiếng Tây Ban Nha). Truy cập ngày 17 tháng 1 năm 2018.